# Juzo Ura
Juzo Ura (japanisch 浦 十藏 Ura Juzo; * 21. Mai 2004 in Fukuoka, Präfektur Fukuoka) ist ein japanischer Fußballspieler.

## Karriere
Juzo Ura erlernte das Fußballspielen in der Schulmannschaft der Higashi Fukuoka High School. Seinen ersten Vertrag unterschrieb er am 1. Februar 2023 bei Vissel Kōbe. Der Verein aus Kōbe spielte in der ersten Liga, der J1 League. Im Juli 2024 wechselte er auf Leihbasis bis Saisonende 2024 zum Zweitligisten Ehime FC. Für den Verein aus Matsuyama bestritt er sieben Zweitligaspiele. Die Saison 2025 wurde er an den Zweitligisten Kataller Toyama ausgeliehen.